# Buxus hildebrandtii
Espèce
Classification APG III (2009)
Buxus hildebrandtii, le buis d'Hildebrandt, est une espèce de plantes de la famille des Buxaceae.

## Répartition
Cette espèce pousse en Éthiopie.